# Basilique Santa Maria delle Vigne
La basilique Santa Maria delle Vigne, originairement « Sancta Maria en Vineis » est une des plus anciennes basiliques catholiques de Gênes, en Italie.
Les plus anciens documents, qui en attestent la présence, datent du Xe siècle même s'il est plausible  qu'elle ait été édifiée sur les fondations d'un bâtiment du VIe siècle.
Elle s'élève sur un terrain qui correspondait aux vignes du roi, d'où son nom.